# Creative Lighting System
Creative Lighting System ist eine Schnittstelle des japanischen Herstellers Nikon, die der Kommunikation zwischen Kameras und Blitzgeräten dient. Sie wurde 2003 mit dem Modell Nikon D2H eingeführt.

## Funktionen

### Das i-TTL (intelligent Through-The-Lens) als Nachfolger von D-TTL (digital TTL)
Bei D-TTL wurde nach dem Hochklappen des Spiegels und – im Unterschied zum TTL bei analogen Kameras – noch vor dem Öffnen des Verschlusses ein Vorblitz ausgelöst. Gemessen wurde daraufhin das vom neutralgrauen Verschluss reflektierte Licht. Da hierbei nur eine integrale Messung möglich ist, war die D-TTL-Methode zur ausgewogenen Abstimmung von Blitz- und Umgebungslicht nur bedingt geeignet. D-TTL wurde von Nikon nur bei der ersten Serie digitaler Spiegelreflexkameras eingesetzt (D1-Serie und D100, die D2-Familie beherrscht bereits i-TTL, ist aber noch abwärtskompatibel). Die D-TTL-Technik wurde in die Blitzgeräte SB-28DX, SB-50DX und SB-80DX integriert, der SB-600 und SB-800 beherrschen als einzige Nikon-Blitzgeräte sowohl D-TTL als auch i-TTL.
Im Unterschied zu D-TTL wird bei der Weiterentwicklung i-TTL eine Vorblitzmessung mit dem regulären, im Pentaprismensucher verbauten Belichtungsmesssensor durchgeführt. Die Messblitze werden dazu bei noch nicht hochgeklapptem Spiegel gezündet. Seitens der Kamera wird damit erstmals eine umfassende Mehrfeldauswertung möglich, bei der eine motivabhängige Analyse der Helligkeit einzelner Bildbereiche mit und ohne Messblitz durchgeführt werden kann. Die Anzahl der notwendigen Messblitze ist dabei motivabhängig. Als Charakteristikum dieses Verfahrens sieht der Fotograf bei i-TTL (im Unterschied zu D-TTL, TTL aus Analogzeiten und klassischem/manuellem Nicht-TTL-Blitz) erstmals im Sucher einer Spiegelreflexkamera „seinen“ eigenen Blitz aufleuchten – auch wenn es sich dabei nur um den meist schwächeren Vorblitz handelt.

### Der FV-Blitzmesswertspeicher
wurde mit dem CLS-System in den SB-800 integriert.
Er ermöglicht die vom iTTL ermittelte Blitzintensität zu speichern und auf mehrere Aufnahmen und Serienaufnahmen anzuwenden.
Bei Änderungen der Belichtungssteuerung wird dieser Wert automatisch angepasst.

### Die automatische FP-Kurzzeitsynchronisation
ermöglicht die Aufnahme mit Blitz für sehr kurze Belichtungszeiten unterhalb der Synchronzeit einer kompatiblen Kamera.
Diese Funktion wird z. B. zum Aufhellen von dunklen Bildteilen in sonst sehr heller Umgebung eingesetzt, oder um ebenfalls in heller Umgebung weiter geöffnete Blende benutzen zu können als die normale Blitzbelichtung zulassen würde um die Schärfentiefe zu steuern.

### Die Übertragung der Farbtemperaturinformation
dient zur Anpassung des Weißabgleichs der verwendeten Kamera auf die sich ändernde Farbtemperatur des Blitzlichts.
Dabei werden die Informationen über Blitzintensität und Abbrenndauer automatisch an die Kamera weitergegeben.
Die Kamera kann so den Weißabgleich auf die dabei auftretenden Änderungen der Farbtemperatur des Blitzlichtes einstellen.

### Das Weitwinkel-AF-Hilfslicht
ist ein Infrarotraster, welches bei schwachem Umgebungslicht vom Blitzgerät in Aufnahmerichtung der Kamera ausgestrahlt wird um dem Autofokus-Modul genügend Kontrast zu geben.
Es ist auf das DX-Format angepasst worden, um auch hier den Weitwinkelbereich voll auszuleuchten und die Fokussierung auch auf Objekte im Bildrand zu ermöglichen.

### Das Advanced Wireless Lighting
beschreibt die kabellose Fernsteuerung von entfesselten Blitzgeräten.
Hierbei agiert der SB-800 wahlweise entweder als eine Steuerungseinheit um andere Blitzgeräte kabellos über Steuerungsblitze zu zünden, oder als Empfängereinheit, um von einer anderen Steuerungseinheit (z. B. ein weiterer SB-800, ein SU-800 oder das integrierte Blitzgerät einer Kamera, welches ebenfalls über die Steuerungsfunktion verfügt) ferngezündet zu werden.
Die Empfängerblitzgeräte können dabei in bis zu drei Gruppen aufgeteilt werden. Dabei können jeder Gruppe verschiedene Belichtungswerte gegeben werden. Um mehrere so aufgestellte Kamera-Blitz-Sets zu differenzieren, können zusätzlich zwei verschiedene Kanäle verwendet werden. Dies soll die Vermischung der Steuerungssignale verhindern, welche als optische Signale (Steuerungsblitze) sonst nicht separiert werden können.

## Unterstützte Kameras
Seit der Markteinführung des Modells Nikon D2 unterstützen alle digitalen Spiegelreflexkameras des Herstellers das CLS.
Es umfasst derzeit (März 2012) die folgenden Modelle:

### Professionelle Klasse
D2H, D2Hs, D2X, D2Xs, D3, D3X, D3S, D4, D5

### Semiprofessionelle Klasse
D200, D300, D300s, D700, D750, D800, D800E, D810, D810A, D850, D600, D610, Df,

### Amateurklasse
D40, D40x, D50, D60, D70, D70s, D80, D90, D3000, D3100, D3200, D5000, D5100, D5200, D5300, D5500, D7000, D7100, D7200,
D7500

### Kompaktkameras
Nikon Coolpix P7700, P7800

## Unterstützte Blitzgeräte
Das CLS wird von allen Nikon Speedlight Blitzgeräten seit der Einführung des SB-800 unterstützt.
Dazu gehören die folgenden Modelle. Bis auf die Farbtemperaturübertragung unterstützen auch verschiedene Blitzgeräte von Metz diese Funktionen, zum Beispiel der Mecablitz 58 AF-2.

### Externe Blitzgeräte
- SB-300
- SB-400
- SB-600
- SB-700
- SB-800
- SB-900
- SB-910
- SB-5000

### Blitzfernsteuerungseinheiten
- SU-800

### Makro-Blitzeinheit
- SB-R200